# Печенег (рассказ)
«Печенег» ― рассказ русского писателя А. П. Чехова, написанный в 1897 году.

## Публикации
Рассказ был написан во время пребывания Чехова в Ницце, сразу после окончания работы над рассказом «В родном углу». 24 октября Печенег был отправлен редактору газеты «Русские ведомости» В. М. Соболевскому. Впервые он был опубликован 2 ноября 1897 года выпуска «Русских ведомостей», № 303. Отредактированную версию рассказа Чехов позднее включил в девятый том своего собрания сочинений, опубликованных Адольфом Марксом в 1899―1901 гг.

## История написания
В 1887 году Чехов побывал на севере Донской области. Сюжет рассказа во многом основан на опыте этого путешествия.
По словам писателя П. Сурожского, два рассказа: «Печенег» и «В родном углу», имеют в себе некоторые детали, которые могут указывать на северные районы Таганрога. «[в них] упоминается Донецкая железная дорога, две безымянные степные станции и станция Провалье», ― утверждал Сурожский.
Я. Я. Полфёров цитировал слова самого Чехова, который говорил о содержании этих рассказов и местах, описываемых в них: «Мне больно было видеть, что такой простор, где все условия созданы, казалось, для широкой культурной жизни, положительно окутан невежеством и притом невежеством, исходящим из правящей офицерской среды. Тут виноваты другие, вне власти казаков стоящие, причины, но эта главная. Будь офицер, который на самом деле является главным воспитателем казака, образованнее, культурнее духовно, я уверен, что не было бы такого невежества и „печенеги“ все бы перевелись»

## Сюжет
На стр. 67 записной книжки I А. П. Чехова записана заготовка к рассказу: «А это, рекомендую, мать моих сукиных сынов». В той же книжке описан и сюжет рассказа: "X приехал к приятелю Z ночевать, Z вегетарианец. Ужинают. Z объясняет, почему он не ест мяса. X все понимает, но недоумевает: «Но для чего же в таком случае свиньи?». X понимает всякое животное на свободе, но не понимает свободных свиней. Ночью он не спит, мучается и спрашивает: «Для чего же в таком случае свиньи?».
Действие рассказа происходит в вагоне железной дороги и на хуторе у отставного казачьего офицера Ивана Абрамыча Жмухина. Однажды летом он возвращался домой и думал о близкой смерти, бренности всего земного. На станции Провалье в его вагон вошел белокурый господин и сел против. В разговоре с ним Иван Абрамыч посетовал, что поздно женился, а лучше бы вовсе не женился, поскольку жена ему в тягость, его двое детей не могут получить образование, поскольку на это нет денег. Белокурый господин ехал в расположенную недалеко от хутора Ивана Абрамыча деревню Дюевку и тот пригласил его к себе переночевать.
В хуторе их встретили сыновья Жмухина, развлекающиеся расстрелом подброшенных в воздух кур, жена Жмухина. За ужином выяснилось, что господин поддерживает вегетерианство, жалеет животных и считает, что их грех убивать, поскольку они «страдают, как и люди». Жмухин же ни как не мог понять, если не убивать животных, куда их тогда девать.
Ночью Жмухину не спалось, он думал о душе, о старости, о смерти, хорошо бы и ему также отказаться от мяса и от разных излишеств. Перед тем, как заснуть, он вновь завёл разговор с господином — рассказал ему о своей жизни во время службы, о помещике, который нанимал управляющего с требованием, чтобы он не платил работникам, а за это получал по десять рублей, о своих сыновьях, которые вырыли умершую от сибирской язвы лошадь и продали её шкуру. Выяснилось также, что Жмухин женщин не считает за людей: «О чём женщина может думать? Ни о чем. Я женщину, признаться, не считаю за человека.»
Утром господин засобирался по своим делам, сел в тарантас и под выстрелы сыновей, убивающих очередного петушка, уехал. Провожала его жена Жмухина. Автор рассказа даёт ей такую характеристику — «бледная и, казалось, бледнее, чем вчера, заплаканная, смотрела на него внимательно, не мигая, с наивным выражением, как у девочки, и было видно по ее скорбному лицу, что она завидует его свободе, — ах, с каким бы наслаждением она сама уехала отсюда! — и что ей нужно сказать ему что-то, должно быть, спросить совета насчет детей. И какая жалкая! Это не жена, не хозяйка, даже не прислуга, а скорее приживалка, бедная, никому не нужная родственница, ничтожество…». Перед отъездом господин хотел обозвать хозяина печенегом, однако удержался и только в воротах вдруг не вытерпел и громко крикнул: «Вы мне надоели!».

## Отзывы критиков
Отзывов к этим двум рассказам: «В родном углу» и «Печенег» (которые могли считаться связанными между собой вплоть до формирования малого цикла произведений), ― было мало, но все они были положительными. В современной Чехову прессе, а именно в газете «Курьер», был опубликован восторженный (и анонимный) комментарий, автор которого высоко оценил грубый реализм рассказов и то, как они подсказывают читателю тяжелые мысли и горькие чувства, заставляют их глубже задуматься о том, какая жизнь их окружает.
Ангел Богданович в своём обзоре на два рассказа, опубликованном журнале «Мир Божий», утверждал, что мышление Чехова становится всё более и более тёмным, а его работы ― совершенно депрессивными, оставляющими впечатление непроглядной тьмы.